# Lilaeopsis carolinensis
Lilaeopsis carolinensis är en flockblommig växtart som beskrevs av John Merle Coulter och Joseph Nelson Rose. Lilaeopsis carolinensis ingår i släktet kryptungesläktet, och familjen flockblommiga växter. Inga underarter finns listade i Catalogue of Life.